# 驴打滚

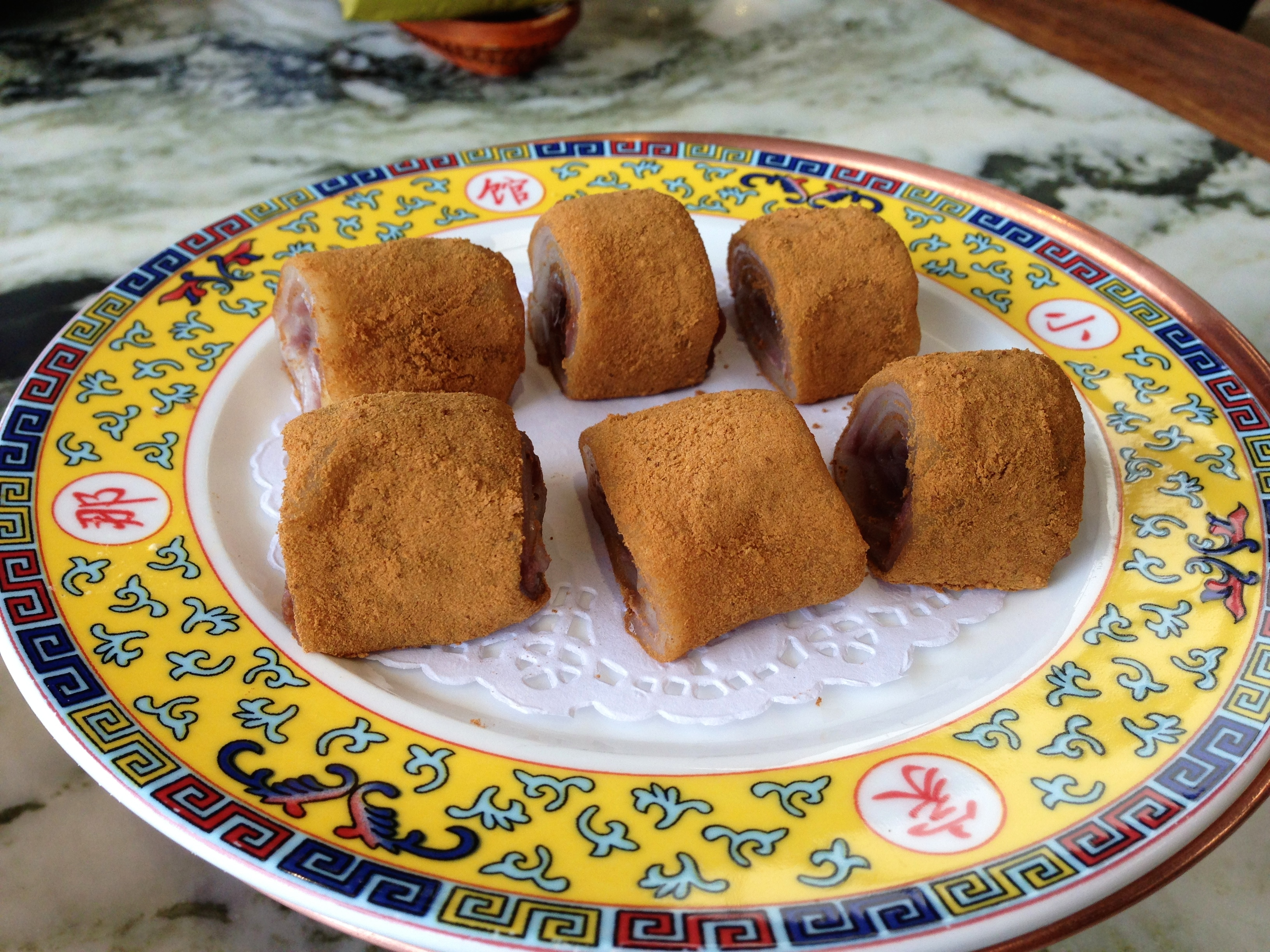
驴打滚

驴打滚，又称豆麵糕，清代亦稱豆麵子餑餑（穆麟德轉寫：turga efen），是一种以糯米做皮、红豆做馅的满族小吃。

## 起源
清朝时列为宫廷食品，现已成为北京著名小吃。因为在其表面裹有一層均匀的豆麵，外观颇似毛驴在土地上打滚后，浑身沾满乾土而得名。

## 別稱
打麵仓是官府版的驴打滚，以熟芝麻代替黄豆麵，用煎炸代替蒸制，一般为过年时吃。之所以叫“打麵仓”，乃寓意仓满粮多，年年有余。